# Charleroi danse
Charleroi danse, anciennement Charleroi/Danses, est le centre chorégraphique de la Fédération Wallonie-Bruxelles. Fondé en 1991, c'est un lieu de création dédié principalement à la danse contemporaine.

## Statut
Juridiquement, Charleroi danse, officiellement dénommé Charleroi danse, Centre chorégraphique de la Communauté française Wallonie-Bruxelles, est une association sans but lucratif de droit privé fondée en 1966 sous le nom de Ballet royal de Wallonie. L'association possède ainsi un statut relativement particulier du fait de sa nature privée, alors que les membres de son conseil d'administration représentent la Fédération Wallonie-Bruxelles ou la Ville de Charleroi.

## Histoire
Charleroi danse est issu de l'ancien Ballet royal de Wallonie – dont il est la continuation juridique – et s'est orienté de manière radicale vers la création contemporaine. Frédéric Flamand, qui fonde la compagnie en 1991, la dirige jusqu'en 2004 et en a fait une institution de référence, non seulement en Belgique, mais également sur le plan international. En septembre 2004, il a été nommé directeur artistique du Ballet national de Marseille.
Après un appel à candidatures pour sa succession, le conseil d'administration et le jury ont proposé à la Ministre de la Culture Fadila Laanan une direction quadricéphale : le nouveau coordinateur de Charleroi danse est Vincent Thirion, entouré de Michèle Anne De Mey, Pierre Droulers et Thierry De Mey. Ils sont entrés en fonction le 1er juillet 2005.
Depuis le 1er janvier 2017, c'est la Française Annie Bozzini qui assume la direction. Elle fut fondatrice et directrice pendant vingt ans du Centre de développement chorégraphique national (CDCN) de Toulouse.

Travaux réalisés à l'ancienne caserne Defeld. Construction de la Tour Bleue de l'hôtel de police et extension de Charleroi danse.

Charleroi danse possède des locaux à Charleroi, appelés « les Écuries » et centrés sur la création contemporaine, ainsi qu'une antenne à Bruxelles, appelée « La Raffinerie », davantage axée sur la recherche et les résidences des compagnies de danse et des jeunes chorégraphes. Depuis 2015, à la suite des travaux de rénovation de la ville de Charleroi, les Écuries ont bénéficié d'une restauration et d'une extension. Le lieu – occupant 2 300 m2 – contient désormais, en plus d'une salle de spectacle, trois studios dédiés à la création contemporaine. Le bâtiment a été imaginé par Jean Nouvel, avec le soutien du bureau MDW Architecture.